# Alekszandrovszkij szad metróállomás
Az Alekszandrovszkij szad metróállomás a moszkvai metró 4-es számú, világoskék színnel jelzett, Filjovszkaja nevű vonalának végállomása a Kreml közelében. Nevét a közelében, a Kreml fala mentén húzódó Alekszandrovszkij szad (Sándor-kert) nevű parkról kapta. 1935. május 15-én nyitották meg, akkor még az első moszkvai metróvonal, a Szokolnyicseszkaja részeként.
A legnagyobb moszkvai metró-csomópont része, itt négy metróvonal kereszteződik, amelyek többi három állomása az Arbatszkaja (Arbatszko-Pokrovszkaja vonal), a Bibliotyeka imenyi Lenyina (Szokolnyicseszkaja vonal), valamint a Borovickaja metróállomás (Szerpuhovszko-Tyimirjazevszkaja vonal).

## Korábbi elnevezései
1946 december 24-ig Ulica  Kominterna volt a hivatalos neve, mivel a közelében volt a Kommunista Internacionálé központja, illetve az arról elnevezett utca. 1990. november 5-ig a Kalinyinszkaja nevet viselte Mihail Ivanovics Kalinyin szovjet politikus, 1919 és 1946 közötti protokolláris államfő nevéről.

## Leírása
A kéreg alatt állomás a Vozdvizsenka utca kiszélesedő déli oldala alatt, az Oroszországi Állami Könyvtár épülete mellett helyezkedik el. Jellegzetessége az ívelt kialakítás, valamint az, hogy a peronok kétoldalt találhatók.

## Forgalma
Az állomás napi átlagos forgalma 2010 körül 38 240 fő volt.

## Fordítás
- Ez a szócikk részben vagy egészben a Александровский сад (станция метро) című orosz Wikipédia-szócikk ezen változatának fordításán alapul.  Az eredeti cikk szerkesztőit annak laptörténete sorolja fel. Ez a jelzés csupán a megfogalmazás eredetét és a szerzői jogokat jelzi, nem szolgál a cikkben szereplő információk forrásmegjelöléseként.